# Basílica papal

Brasão da Basílica Papal

As basílicas papais são as seis basílicas que gozam do mais alto nível dentro da Igreja Católica Romana. Destas, as quatro localizadas em Roma, são as principais basílicas, enquanto as duas restantes, localizadas em Assis, são basílicas menores.
Historicamente, gozando do grau de basílica patriarcal, a renúncia do Papa Bento XVI ao título formal do Patriarca do Ocidente levou à renomeação das basílicas "papais" oficialmente.

## As seis basílicas papais
As basílicas papais têm um altar papal e desfrutam de privilégios especiais; apenas a de Latrão tem a cadeira papal (a Santa Sé), enquanto os outros têm um trono papal.

### Basílicas papais em Roma
As basílicas de Roma são as quatro basílicas principais: 
- Arquibasílica de São João de Latrão, Catedral de Roma, também chamada de Arquibasílica Lateranense
- Basílica de São Pedro, também chamada Basílica do Vaticano
- Basílica de São Paulo Extramuros, também chamada Basílica Ostiense
- Basílica de Santa Maria Maior, também chamada Basílica da Libéria

As quatro basílicas maiores em Roma
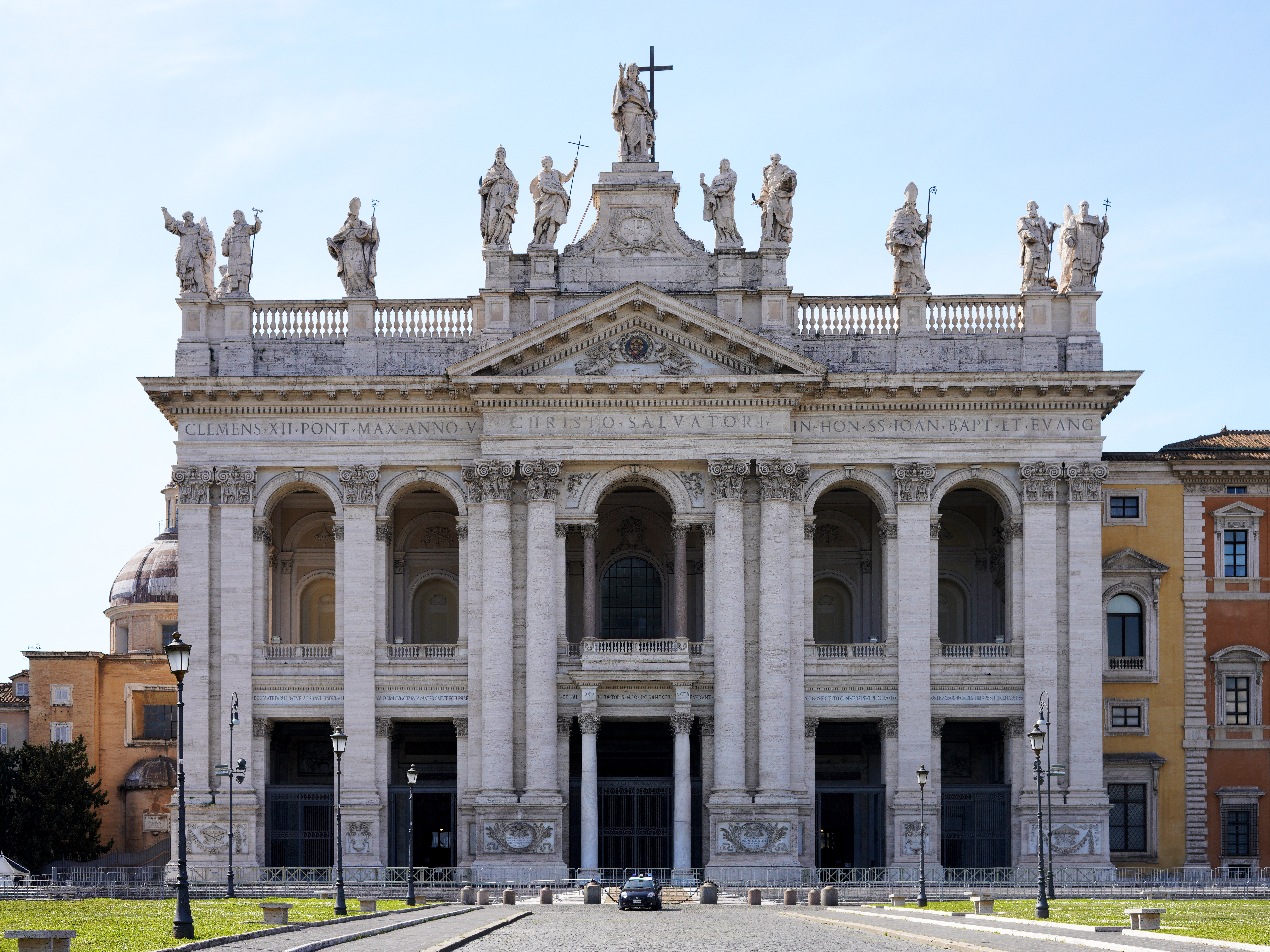
São João de Latrão
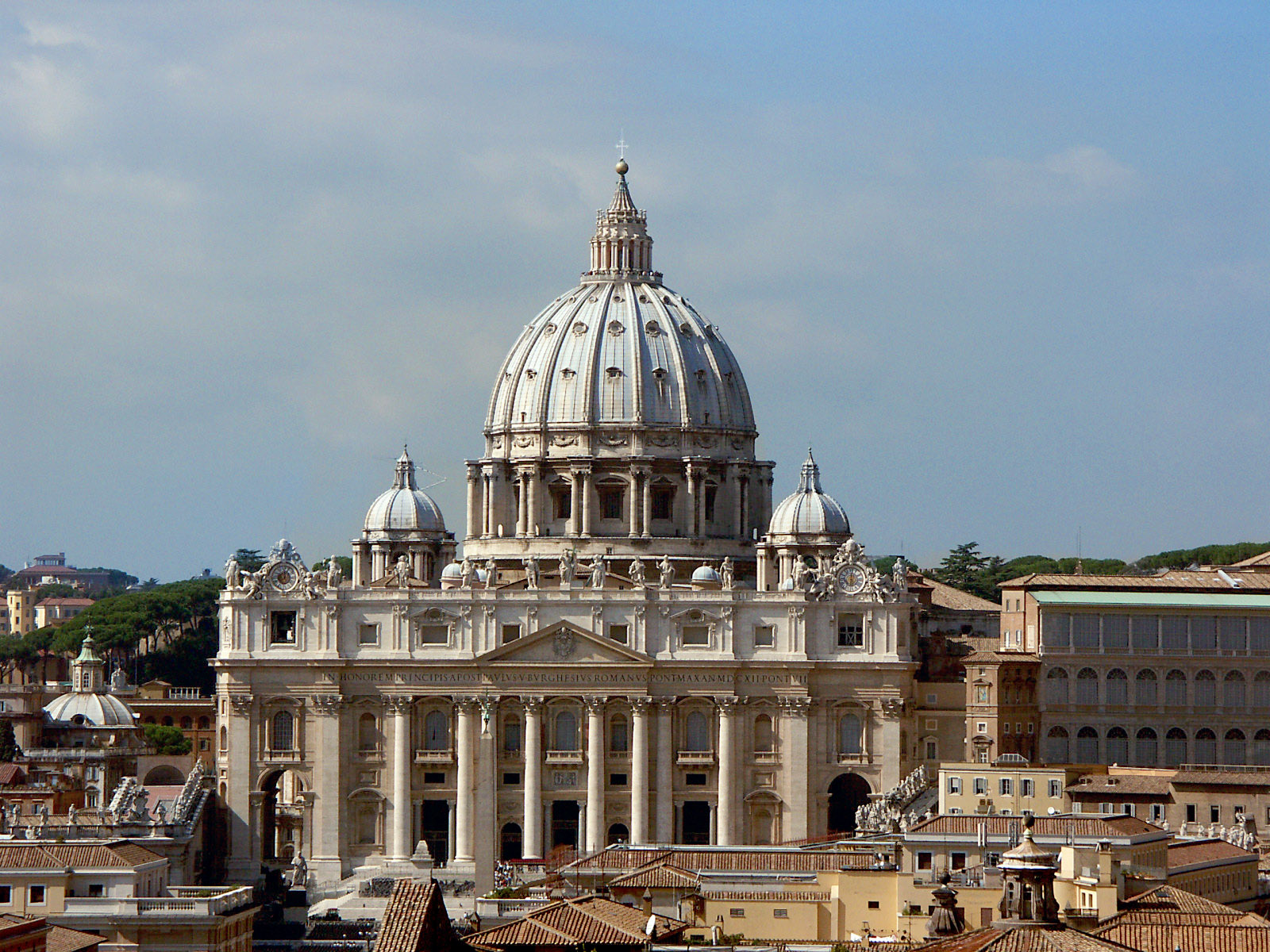
São Pedro do Vaticano
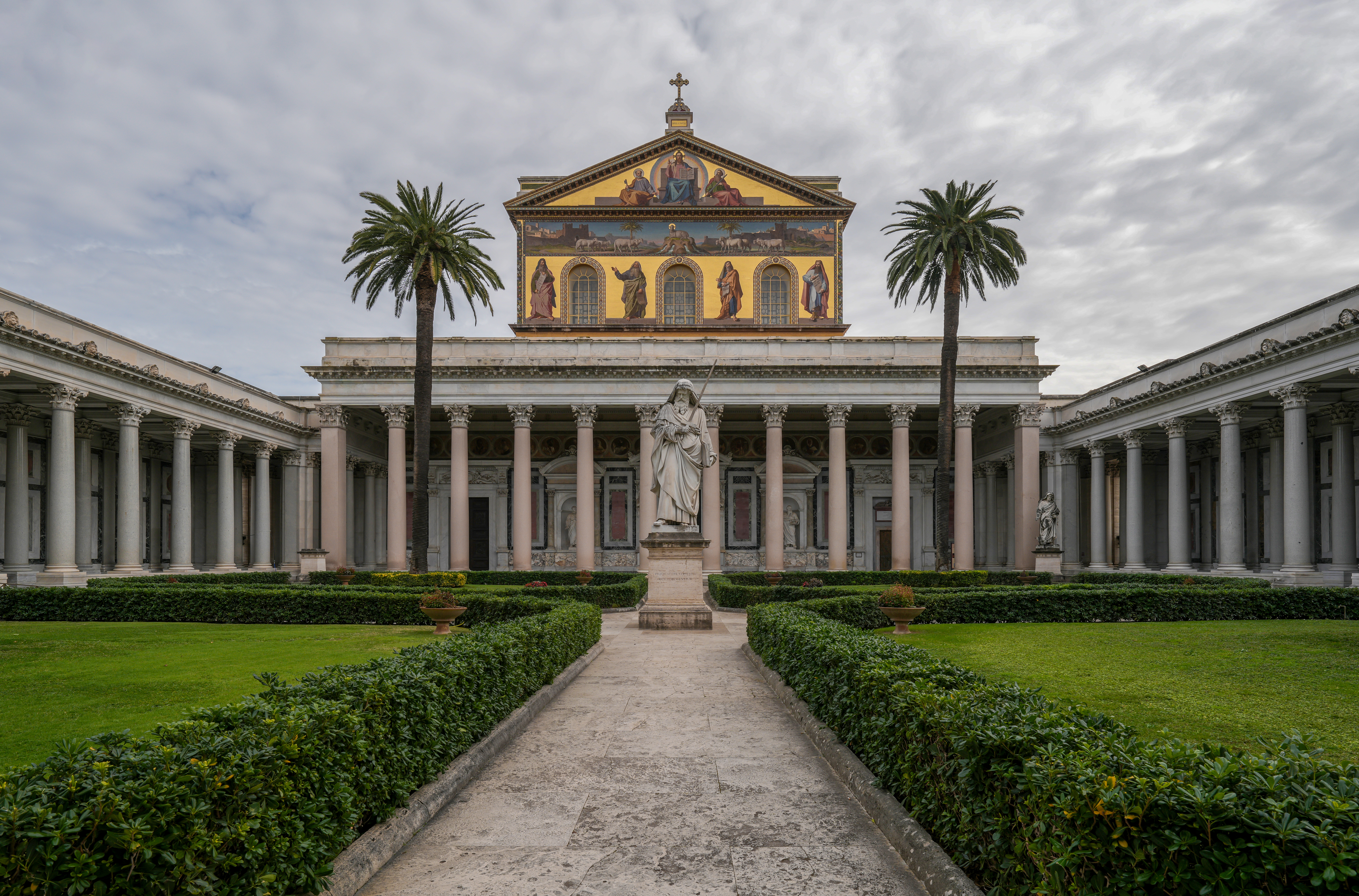
São Paulo Extramuros
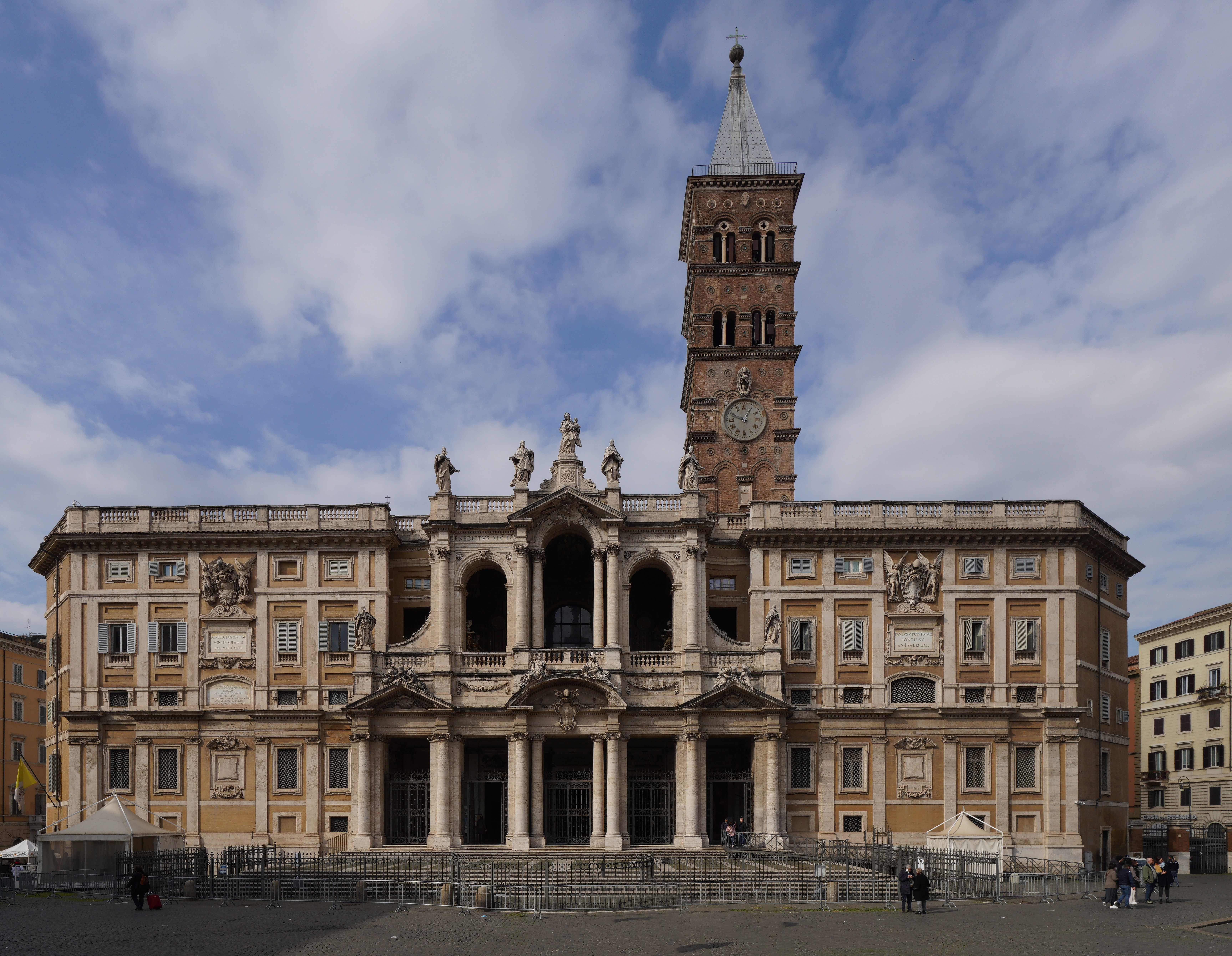
Santa Maria Maior

Sendo as principais basílicas, têm uma porta sagrada e um altar papal: as portas sagradas são abertas com um ritual especial pelo Papa ou um de seus comissários apenas durante o período santo e desempenham um papel importante na concessão da chamada indulgência plenária; O altar papal é um altar onde somente o papa ou alguns outros sacerdotes podem celebrar a Eucaristia.
A Basílica de São Lourenço Extramuros até meados do século XIX foi considerada uma basílica papal: por causa de uma basílica constantiniana que estava perto do lugar da igreja atual, foi referida como uma basílica principal. Tem um altar papal, mas não a porta sagrada. Precisamente por esta razão, não está incluída nas basílicas que permitem aos fiéis receber a indulgência plenária durante o Jubileu, que são as quatro basílicas principais.

### Basílicas papais fora de Roma
As basílicas maiores fora de Roma: 
- Basílica de São Francisco de Assis, em Assis
- Basílica de Santa Maria dos Anjos, em Assis

A Basílica de São Francisco e a Basílica de Santa Maria degli Angeli (da Porciúncula) em Assis têm o título de basílica papal, embora sejam basílicas menores. Elas têm o altar papal, mas não uma porta sagrada.[carece de fontes?]

As duas basílicas maiores fora de Roma
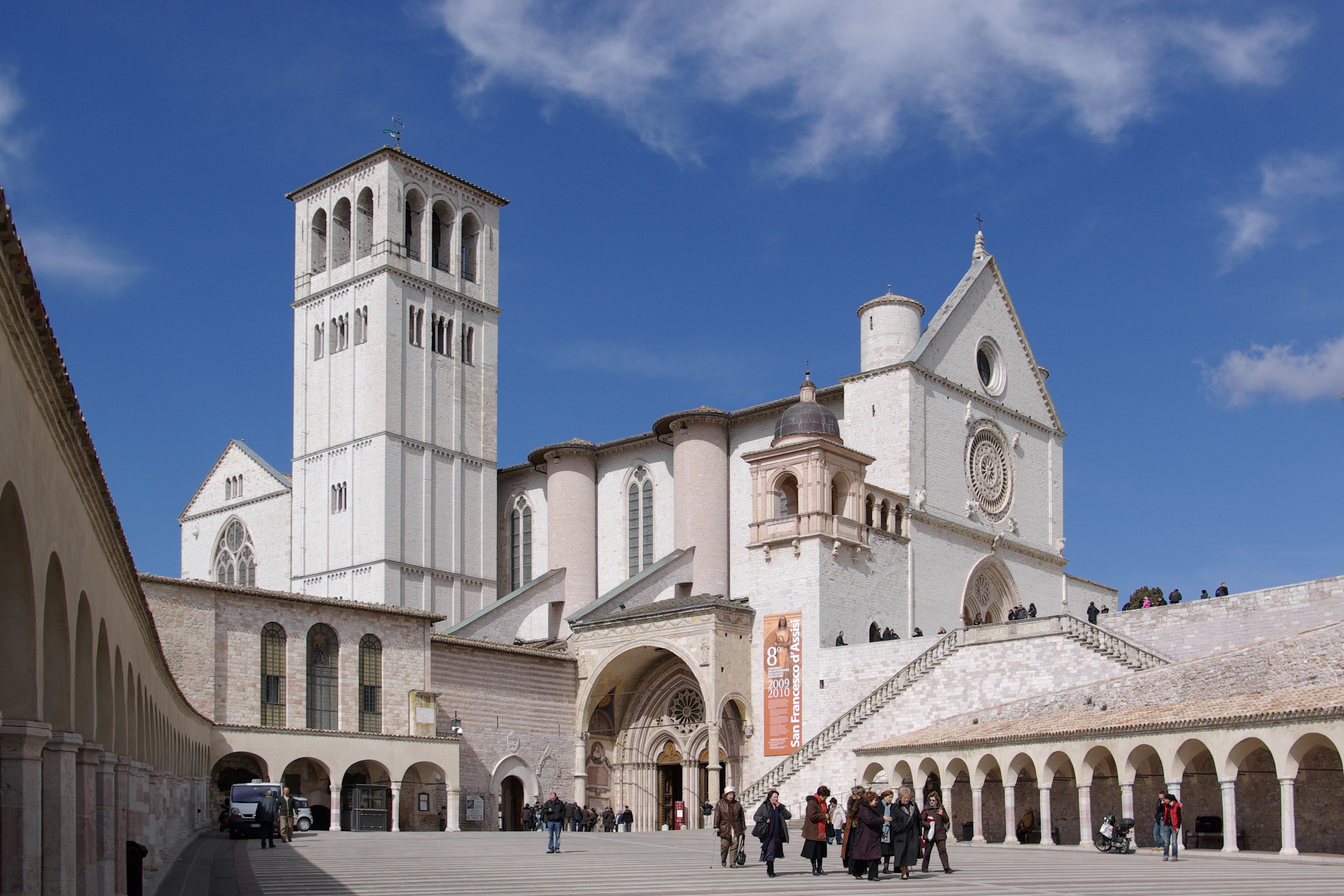
São Francisco de Assis
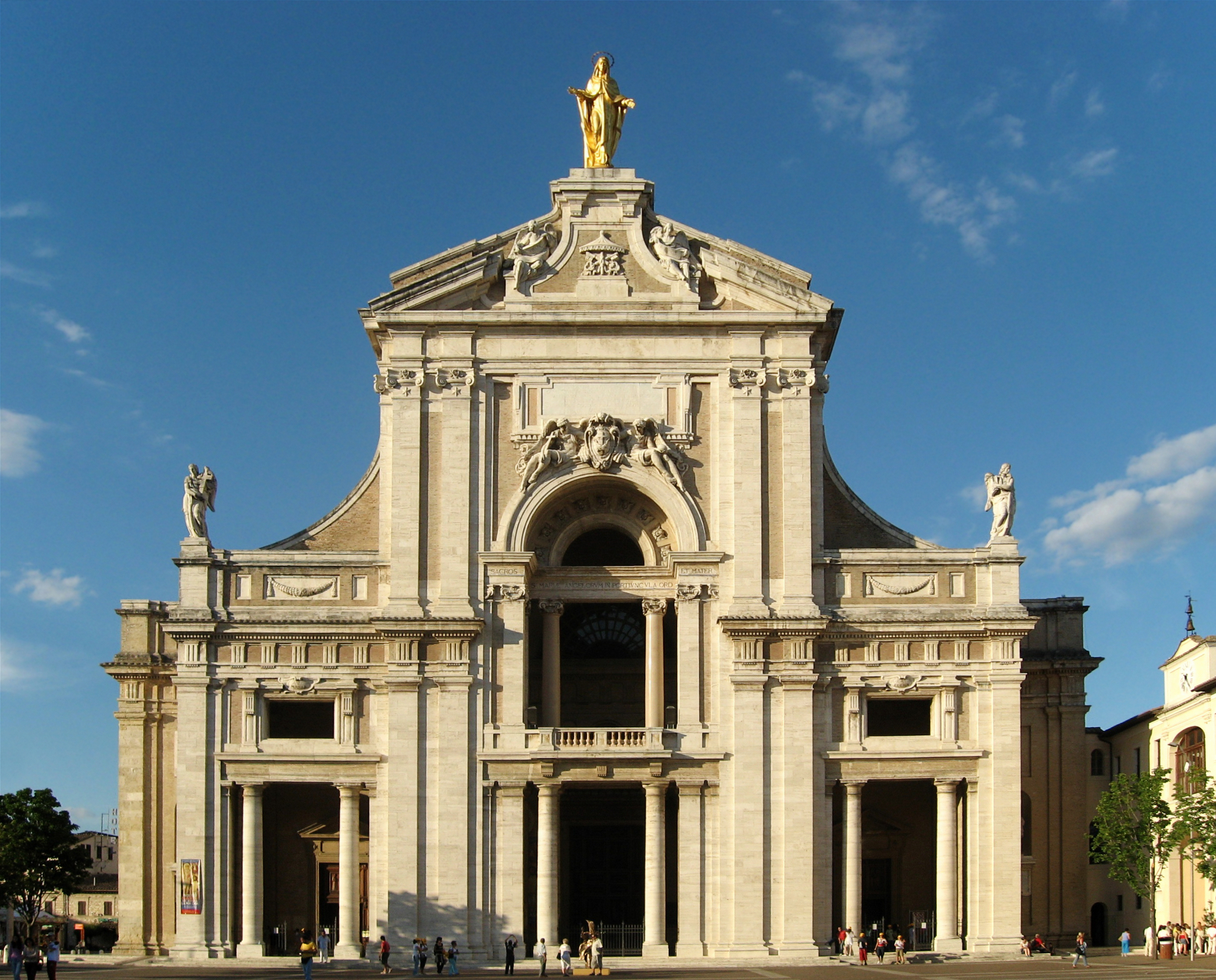
Santa Maria dos Anjos

A primeira foi elevada ao título de "Patriarcal" em 1754, por concessão de Bento XIV com a constituição Fidelis Dominus, a segunda em 1909, com a bula Omnipotens ac misericors de Pio X.